# 41-ша дивізія протиповітряної оборони (РФ)
41-ша дивізія ППО — з'єднання сил ППО в складі 14-ї армії ВПС і ППО Центрального військового округу Росії. Дивізія дислокується в місті Об Новосибірської області, а управління - у місті Новосибірськ.

## Історія
Дивізія була сформована на базі 9-ї бригади ППО. У 2010 управління було переведене у місто Новосибірськ.
Підрозділи дивізії беруть участь у військовому вторгненні Росії в Україну.

## Структура
До складу дивізії (в/ч 29286) входять:
- 24-а зенітна ракетна бригада (в/ч 79222), (колишній 170-й зенітно-ракетний полк, в/ч 44360), район міста Абакан.[5]
- 388-й гвардійський зенітно-ракетний полк, (в/ч 97646), Ачинськ.[1][5]
- 590-й зенітно-ракетний полк (рос. 590-й гвардейский Львовский зенитно-ракетный полк), Новосибірськ, С-400.[6][5]
- 1534-й зенітно-ракетний полк, Ангарськ, С-300ПМ-2.[6][5]
- 341-й радіотехнічний полк (в/ч 58133[7]), Об.[5][4]
- вузол зв'язку.